# Distrito de Kitzingen
Kitzingen es uno de los 71 distritos en que está dividido administrativamente el estado alemán de Baviera.

## Ciudades y municipalidades
| Ciudades | Municipalidades | |
| --- | --- | --- |
| 1. Dettelbach 2. Iphofen 3. Kitzingen 4. Mainbernheim 5. Marktbreit 6. Marktsteft 7. Prichsenstadt 8. Repperndorf 9. Volkach | 1. Abtswind 2. Albertshofen 3. Biebelried 4. Buchbrunn 5. Castell 6. Geiselwind 7. Großlangheim 8. Kleinlangheim 9. Mainstockheim 10. Markt Einersheim 11. Martinsheim | 1. Nordheim am Main 2. Obernbreit 3. Rödelsee 4. Rüdenhausen 5. Schwarzach am Main 6. Segnitz 7. Seinsheim 8. Sommerach 9. Sulzfeld am Main 10. Wiesenbronn 11. Wiesentheid 12. Willanzheim |